# Susan Hopper
Susan Hopper est une série littéraire fantastique de romans jeunesse écrit par Anne Plichota et Cendrine Wolf, et éditée par les éditions XO. La série est centrée sur le personnage de Susan Hopper, une jeune fille qui a perdu ses parents dans un incendie.
Les auteures ont déclaré à propos de la série que le ton était plus « gothique » et « sombre » que les romans Oksa Pollock et que l'aventure se situait dans un manoir écossais.

## Liste des tomes
- Le Parfum perdu, XO, 2013  (ISBN 9782845635609)
  - Résumé : Susan, orpheline depuis l'âge de trois ans, croise un jour Helen Hopper dont le parfum lui rappelle celui de sa mère. Elle met donc tout en œuvre pour se faire adopter par les Hopper et emménage dans leur manoir. Dès la première nuit, Susan est victime d'étranges phénomènes et apprend qu'une malédiction pèse sur sa famille depuis des siècles et cause la mort des siens. Susan est la dernière sur la liste et doit trouver une solution avant qu'il ne soit trop tard.
- Les Forces fantômes, XO, 2016  (ISBN 978-2845635616)
  - Résumé :

## Personnages
- Susan Hopper : adolescente de quatorze ans, blonde aux yeux vairon, elle est le personnage principal du livre. Ses parents biologiques sont morts dans un incendie[1] lorsqu'elle avait trois ans. Elle est adoptée par Helen et James Hopper. Une malédiction pèse sur sa famille depuis des siècles. Susan est sûre d'elle, courageuse et prête à tout pour obtenir ce qu'elle veut.
- Eliot Hopper : adolescent de quinze ans, châtain aux yeux vert. Il est atteint de xeroderma pigmentosum, appelé également maladie de la lune, lui interdisant tout contact avec les rayons du soleil, ce qui l'oblige à porter une combinaison.
- Alfred : grand-Père d'Eliot. Il habite sur la propriété. Quelque peu étrange mais sympathique.
- Georgette : carlin d'Eliot.
- Helen Hopper : mère adoptive de Susan et biologique d'Eliot. Elle est froide et stricte mais elle a un grand cœur.
- James Hopper : père adoptif de Susan et biologique d'Eliot. Il est souvent absent pour son travail. C'est un homme joyeux.
- Mr et Mme Pym : employés de maison chez les Hopper.
- Lady O'More : femme du Moyen Âge qui, pour devenir belle, a fait un pacte avec un démon et a tué son propre enfant. Elle est la cause de la malédiction.
- Morris Rosebury : jeune de dix-sept ans ayant également fait un pacte avec le démon à la suite de la mort de Lady O'More, la femme qu'il aimait.
- Emma Prescott : de son vrai nom Rosebury, Emma est la mère biologique de Susan, elle est morte dans un incendie.
- Daniel Prescott : père biologique de Susan, il est mort dans un incendie.

## Distinctions
Le tome 1, Le Parfum perdu a reçu le prix étoile du Parisien du meilleur roman jeunesse 2013.